# Двигатель
Дви́гатель — устройство, преобразующее какой-либо вид энергии в механическую работу. Термин мотор заимствован в первой половине XIX века из немецкого языка (нем. Motor — «двигатель», от лат. mōtor — «приводящий в движение») и преимущественно им называют электрические двигатели и двигатели внутреннего сгорания.
Двигатели подразделяют на первичные и вторичные. К первичным относят непосредственно преобразующие природные энергетические ресурсы в механическую работу, а ко вторичным — преобразующие энергию, выработанную или накопленную другими источниками.
К первичным двигателям (ПД) относятся ветряное колесо, использующее силу ветра, водяное колесо и гиревой механизм — их приводит в действие сила гравитации (падающая вода и сила
притяжения), тепловые двигатели — в них химическая энергия топлива или ядерная энергия преобразуются в другие виды энергии. Ко вторичным двигателям (ВД) относятся электрические, пневматические и гидравлические двигатели.

## Первичные двигатели
Первыми первичными двигателями стали парус и водяное колесо. Парусом пользуются уже более 7 тысяч лет.
Водяное колесо — норию широко применяли для оросительных систем в странах Древнего мира: Египте, Китае, Индии. Водяные и ветряные колёса широко использовались в Европе в средних веках как основная энергетическая база мануфактурного производства.

### Паровые машины
В середине XVII века были сделаны первые попытки перехода к машинному производству, потребовавшие создания двигателей, не зависящих от местных источников энергии (воды, ветра или мускульной силы животных). Первым двигателем, в котором использовалось тепловая энергия химического топлива, стала пароатмосферная машина, изготовленная по проектам французского физика Дени Папена и английского механика Томаса Севери. Эта машина была лишена возможности непосредственно служить механическим приводом, к ней «прилагалось в комплект» водяное мельничное колесо (по-современному говоря, гидротурбина), которое вращала вода, поднимаемая в резервуар водонапорной башни за счет разрежения, возникающего при охлаждении пара в паровом котле. Котёл то подогревался паром, то охлаждался водой: машина действовала периодически. Томас Ньюкомен усовершенствовал эту машину, добавив в неё цилиндр, в котором происходила конденсация пара. 
В 1763 году русский механик Иван Иванович Ползунов изготовил по собственному проекту стационарную паровую машину непрерывного действия. В ней были сдвоены два цилиндра, поочерёдно заполнявшиеся паром, в результате чего надобность в водяном колесе отпала.
К 1784 году английский механик Джеймс Уатт усовершенствовал систему Ньюкомена, добавив отдельный конденсатор для пара, что резко повысило эффективность. Кроме того, он изобрел поршень двойного хода и автоматическую клапанную коробку (а потом и центробежный предохранитель). С помощью изобретенного Уаттом механизма, возвратно-поступательное движение поршня преобразовывалось во вращательное, и таким образом паровая машина могла теперь использоваться для привода различных механизмов и перестала быть привязана к водонапорной башне. Элементы, придуманные Уаттом, входили в той или иной форме во все паровые машины. В ходе дальнейших усовершенствований, в частности, Ричардом Тревитиком, паровые машины перестали использовать вакуум при конденсации пара, а поршень стал совершать рабочий ход под действием значительно увеличившегося давления разогретого пара. Это позволило уменьшить размер паровых машин, которые стали применяться для привода судов, экипажей для перевозки людей по дорогам, локомотивов на железных дорогах. К 1880 году суммарная мощность всех работавших паровых машин превысила 26 млн кВт (35 млн л. с.).

### Двигатель Стирлинга
В 1816 шотландец Роберт Стирлинг предложил двигатель внешнего  сгорания, называемый сейчас его именем Двигатель Стирлинга. В этом двигателе рабочее тело (воздух или иной газ) заключён в герметичный объём. Здесь осуществлён цикл по типу цикла Севери («до-Уаттовского»), но нагрев рабочего тела и его охлаждение производятся в различных объёмах машины и сквозь стенки рабочих камер. Природа нагревателя и охладителя для цикла не имеют значения, а потому он может работать
даже в космосе и от любого источника тепла. КПД созданных сейчас стирлингов невелик. Теоретически он должен раза в 2 превышать КПД для ДВС, а практически — это примерно одинаковые величины. Но у стирлингов есть ряд других преимуществ, которые способствовали развитию исследований в этом направлении.

### Паровая турбина
Рисунки, изображающие крыльчатое колесо, вращающееся под воздействием потока пара, известны с древних времён. Однако практические конструкции паровой турбины были созданы лишь во второй половине XIX века, благодаря развитию конструкционных материалов, позволивших достичь высоких скоростей вращения.
В 1889 году шведский инженер Карл Густав
де Лаваль предложил использовать расширяющееся сопло и быстроходную турбину (до 32000 об/мин), а, независимо от него, ещё в 1884 году англичанин Чарлз Алджернон Парсонс изобрёл первую пригодную для промышленного применения реактивную турбину (более тихоходную), способную вращать судовой винт. Паровые турбины стали применять на морских судах, а с начала XX века на электростанциях. В 1960-х годах их мощность превысила 1000 МВт в одном агрегате.

### Двигатель внутреннего сгорания

Схема работы 4-тактного двигателя внутреннего сгорания

Проект первого двигателя внутреннего сгорания (ДВС) принадлежит известному изобретателю часового анкера Христиану Гюйгенсу и предложен ещё в XVII веке. Интересно, что в качестве топлива предполагалось использовать порох, а сама идея была подсказана артиллерийским орудием. Все попытки Дени Папена (упомянутого выше, как создатель первой паровой машины) построить машину на таком принципе, успехом не увенчались. Первый надёжно работавший ДВС сконструировал в 1860 году французский инженер Этьен Ленуар. Двигатель Ленуара работал на газовом топливе.
Спустя 16 лет немецкий конструктор Николас Отто создал более совершенный 4-тактный газовый двигатель. В этом же 1876 году шотландский инженер Дугальд Кларк испытал первый удачный 2-тактный двигатель. Совершенствованием ДВС занимались многие инженеры и механики. Так, в 1883 году немецкий инженер Карл Бенц изготовил использованный им в дальнейшем 2-тактный ДВС. В 1897 году его соотечественник и тоже инженер Рудольф Дизель предложил ДВС с воспламенением рабочей смеси в цилиндре от сжатия воздуха, названный впоследствии дизелем.
В XX веке ДВС стал основным двигателем в автомобильном транспорте. В 1970-х годах почти 80 % суммарной мощности всех существовавших ДВС приходилось на транспортные машины (автомобили, трактора и прочее). Параллельно шло совершенствование гидротурбин, применявшихся на гидроэлектростанциях. Их мощность в 1970-х годах превысила 600 МВт.
В первой половине XX века создали новые типы первичных двигателей: газовые турбины, реактивные двигатели,
а в 1950-х и ядерные силовые установки. Процесс совершенствования и изобретения первичных двигателей продолжается.

## Вторичные двигатели

### Электродвигатели
В 1834 году русский учёный Борис Семёнович Якоби (так писалось его имя в русской транскрипции) создал первый пригодный для практического использования электродвигатель постоянного тока.
В 1888 году сербский студент и будущий великий изобретатель Никола Тесла высказал принцип построения двухфазных двигателей переменного тока, а год спустя русский инженер Михаил Осипович Доливо-Добровольский создал первый в мире 3-фазный асинхронный электродвигатель, ставший наиболее распространённой электрической машиной.

### Пневмодвигатели и гидромашины
Пневмодвигатели и гидромашины, соответственно, работают от сетей (баллонов) высокого давления воздуха или жидкости преобразуя гидравлическую (пневматическую) энергию насосов. Их широко применяют в качестве исполнительных механизмов в различных устройствах и системах. Так, созданы пневмолокомотивы (особенно пригодны для работ во взрывоопасных условиях, например в шахтах, где тепловые двигатели не применимы из-за температурных условий, а электрические — из-за искр при коммутации), с помощью гидромашин осуществляется привод гусениц в некоторых типах тракторов и танков, перемещение рабочих органов бульдозеров и экскаваторов. Всё разнообразнее конструкции экологически чистых городских автомобилях на пневмоприводах, предлагаемых инженерами разных стран. Вторичные двигатели играют большую роль в технике, однако их мощность относительно невелика. Их также широко применяют и в миниатюрных и сверхминиатюрных устройствах.

## Классификации

### По источнику энергии
Двигатели могут использовать следующие типы источников энергии:
- электрические;
  - постоянного тока (электродвигатель постоянного тока);
  - переменного тока (синхронные и асинхронные);
- электростатические;
- химические;
- ядерные;
- гравитационные;
- пневматические;
- гидравлические;
- лазерные.

### По типам движения
Получаемую энергию двигатели могут преобразовывать к следующим типам движения:
- вращательное движение твёрдых тел;
- поступательное движение твёрдых тел;
- возвратно-поступательное движение твёрдых тел;
- движение реактивной струи;
- другие виды движения.

Электродвигатели, обеспечивающие поступательное и/или возвратно-поступательное движение твёрдого тела:
- линейные;
- индукционные;
- пьезоэлектрические.

Некоторые типы электроракетных двигателей:
- ионные двигатели;
- стационарные плазменные двигатели;
- двигатели с анодным слоем;
- радиоионизационные двигатели;
- коллоидные двигатели;
- электромагнитные двигатели и др.

### По устройству
Двигатели внешнего сгорания — класс двигателей, где источник тепла или процесс сгорания топлива отделены от рабочего тела:
- поршневые паровые двигатели;
- паровые турбины;
- двигатели Стирлинга;
- паровой двигатель.

Двигатели внутреннего сгорания — класс двигателей, у которых образование рабочего тела и подвод к нему тепла объединены в одном процессе и происходят в одном технологическом объёме:
- двигатели с герметично запираемыми рабочими камерами (поршневые и роторные ДВС);
- двигатели с камерами, откуда рабочее тело имеет свободный выход в атмосферу (газовые турбины).

По типу движения главного рабочего органа ДВС с запираемыми рабочими камерами делятся на ДВС с возвратно-поступательным движением (поршневые) (делятся на тронковые и крецкопфные) и ДВС с вращательным движением (роторные), которые по видам вращательного движения делятся на 7 различных типов конструкций. По типу поджига рабочей смеси ДВС с герметично запираемыми камерами делятся на двигатели с принудительным электрическим поджиганием (калильным или искровым) и двигатели с зажиганием рабочей смеси от сжатия (дизель).
По типу смесеобразования ДВС делятся на: с внешним смесеобразованием (карбюраторные) и с непосредственным впрыском топлива в цилиндры или впускной коллектор (инжекторные). По типу применяемого топлива различают ДВС работающие на бензине, сжиженном или сжатом природном газе, на спирте (метаноле) и пр.

#### Реактивные двигатели
Воздушно-реактивные двигатели:
- прямоточные реактивные (ПВРД);
- пульсирующие реактивные (ПуВРД);
- газотурбинные двигатели:
  - турбореактивные (ТРД);
  - двухконтурные (ТРДД);
  - турбовинтовые (ТВД);
  - турбовинтовентиляторные ТВВД;

#### Ракетные двигатели
- жидкостные ракетные двигатели;
- твердотопливные ракетные двигатели;
- ядерные ракетные двигатели;
- некоторые типы электроракетных двигателей.

### По применению
В связи с принципиально различными требованиями к двигателю в зависимости от его назначения, двигатели идентичные по принципу действия, могут называться «корабельными», «авиационными», «автомобильными» и тому подобными.
Категория «Двигатели» в патентоведении одна из наиболее активно пополняемых. В год по всему миру подаётся от 20 до 50 заявок в этом классе. Часть из них отличаются принципиальной новизной, часть — новым соотношением известных элементов. Новые же по конструкции двигатели появляются очень редко.

## Переносные значения
Важность, первичность двигателя в технике привела к тому, что слово «двигатель» употребляется в переносном смысле во всех сферах деятельности человека (например, в экономике общеизвестно выражение «Реклама — двигатель торговли»)